# Унгуряну, Николае
Николае Унгуряну (рум. Nicolae Ungureanu; род. 11 октября 1956, Крайова) — румынский футболист, игравший на позиции левого защитника. Известен по игре за «Университатя» (Крайова), «Стяуа» и национальную сборную Румынии.

## Клубная карьера
Унгуряну родился в Крайове, где начал играть в местной юношеской команде КСШ. В 1977 году дебютировал в национальном чемпионате за «Университатя» (Крайова).. За «студентов» Унгуряну провёл десять сезонов, выиграв Дивизию А в 1980 и 1981 годах. В 1987 году он перешёл в столичный клуб «Стяуа», где стал национальным чемпионом в 1988 и 1989 годах. Он играл в финале Кубка европейских чемпионов 1988/89 против «Милана», где румынский клуб проиграл со счётом 0:4. Его последняя игра в Дивизии А состоялся в 1993 году в составе бухарестского «Рапида». Игра закончилась поражением со счетом 0:5 от «Университатя» (Крайова).

## Карьера за сборную
Дебют за национальную сборную Румынии состоялся 8 апреля 1981 года в проигрышном товарищеском матче против сборной Израиля (1:2), в котором вышел в стартовом составе. Был включён в состав на чемпионат Европы 1984 во Франции, где сыграл во всех 3 матчах групповой стадии. Всего Унгуряну за сборную сыграл 56 матчей и забил 1 гол.

### Гол за сборную
| Дата           | Место           | Соперник | Счёт | Результат | Турнир                  |
| -------------- | --------------- | -------- | ---- | --------- | ----------------------- |
| 29 апреля 1987 | Стяуа, Бухарест | Испания  | 3-0  | 3-1       | Квалификация на ЧЕ 1988 |

## Достижения

### «Университатя»
- Чемпион Румынии: 1979/80, 1980/81[3]
- Обладатель Кубка Румынии: 1977/78, 1980/81, 1982/83[3]

### «Стяуа»
- Чемпион Румынии: 1987/88, 1988/89[3]
- Обладатель Кубка Румынии: 1988/89[3]
- Финалист Кубка европейских чемпионов: 1988/89[4]